# Conceição Matos
Maria da Conceição Rodrigues de Matos, conocida como Conceição Matos, (São Pedro do Sul, 1936) es una activista antifascista portuguesa, militante del Partido Comunista Portugués.

## Biografía
Conceição Matos nació en São do Pedro Sul, en el distrito de Viseu, en 1936. Tres años después, su familia se trasladó a Bairro das Palmeiras, en Barreiro.
Al terminar el cuarto grado, dejó de estudiar y empezó a trabajar como costurera y lavó botellas en una fábrica de piruletas. También trabajó en una fábrica de corcho y, como su familia, en la Companhia União Fabril.
Su hermano Alfredo Matos fue detenido en Aljube por el PIDE cuando Conceição Matos tenía 18 años. Este hecho, la llevó a unirse a la causa antifascista, iniciando su actividad política en el Movimiento de Unidade Democrática Juvenil. En la década de 1950, conoció a su esposo, Domingos Abrantes, y se hizo miembro del Partido Comunista Portugués.
En 1963, se convirtió en funcionaria del partido y vivió durante varios años en la clandestinidad con Domingos Abrantes. En ese periodo, adoptó varios nombres, entre ellos: Marília, Maria Helena y Benvinda. Sus funciones eran distribuir el periódico Avante!, redactar material publicitario, así como vigilar y cuidar las casas donde ella y su marido vivían.
El 21 de abril de 1965 Matos y Abrantes fueron detenidos en su casa de Montijo, por la PIDE y guardias de la Guardia Nacional Republicana (GNR). Acusada de realizar actividades contra la seguridad nacional, le prohibieron recibir visitas durante un mes, ejercitarse al aire libre y sus derechos políticos fueron suspendidos. Pasó año y medio en prisión preventiva en la cárcel de Caxias.
Durante el período en que estuvo presa, fue interrogada y torturada en la sede de la PIDE, en la calle António Maria, por varios inspectores y agentes, entre ellos el inspector Tinoco y la agente Madalena. Fue torturada durante el sueño, se le prohibió ir al baño, se limpieran sus necesidades con su propia ropa, fue golpeada, fotografiada y exhibida desnuda a la policía política.
En prisión, aprendió el código que usaban los presos para comunicarse entre sí y así fue como se enteró de que su esposo todavía estaba en prisión.
En 1968, fue arrestada nuevamente, en la puerta de su trabajo. Fue enviada a la prisión de Caxias y aislada de otros presos. Fue torturada nuevamente, hasta que fue puesta en libertad, a mediados de 1969. Cuando se fue, tomó un taxi y fue el taxista quien le informó de la muerte de António de Oliveira Salazar y del ascenso al poder de Marcelo Caetano.
Conceição Matos y Domingos Abrantes se casaron en 1969 en la prisión de Peniche.
Después de salir de prisión, continuó su labor en la Comisión Nacional de Socorro a los Presos Políticos, hasta 1973, año en que su esposo fue liberado. Se fueron a París en 1974, donde trabajaron para el PCP, del que ambos eran empleados.
La Revolución de los Claveles ocurrió dos meses después de su llegada a París. Regresaron a Lisboa con Álvaro Cunhal, Luís Cília y José Mário Branco en lo que se conoció como el "Avión de la Libertad".
En 1977, Matos fue testigo de la acusión en el juicio de la agente Madalena Oliveira y el del inspector Tinoco.
Trabajó como empleada del PCP hasta que se jubiló.

## Reconocimientos
- Fue homenajeada por Zeca Afonso en la canción Na rua António Maria, quien le dedicó el texto de la canción.[21][22]
- Participó en el documental "48" de la directora portuguesa Susana de Sousa Dias, donde habló sobre el período en que fue torturada por la PIDE.[19][23]
- Fue una de los 47 casos elegidos para la exposición “La voz de las víctimas”, en Cadeia do Aljube.[24]